# Gustav Gauthier
Gustav Gauthier (* 1876; † 1963) war ein deutscher Unternehmer.
Gauthier gründete zusammen mit seinem Bruder Alfred 1902 die Firma Alfred Gauthier, Feinmechanische Werkstatt, Calmbach. Sie gehörte zu den führenden Herstellern von Kameraverschlüssen.
Für seinen hervorragenden Anteil an der Entwicklung des Unternehmens und wegen seiner sozialen Einstellung wurde er am 11. Dezember 1951 von Bundespräsident Theodor Heuss mit dem Verdienstkreuz 1. Klasse der Bundesrepublik Deutschland ausgezeichnet.